# Änkeman Jarl (film, 1971)
Änkeman Jarl är en svensk TV-film från 1971 i regi av Per Sjöstrand. Filmen är baserad på pjäsen Änkeman Jarl av Vilhelm Moberg (1940) och i rollerna ses bland andra Olof Bergström, Berta Hall och Tore Lindwall.

## Rollista
- Olof Bergström – Andreas Jarl
- Berta Hall – Gustava
- Tore Lindwall – Mandus
- Marianne Stjernqvist – Hilma
- Lena-Pia Bernhardsson – Martina
- Olof Lundström Orloff – Edvin (krediterad som Olof Lundström)
- Mathias Henrikson – Albert
- Karl Erik Flens – Vendlas
- John Harryson – fotograf
- Håkan Serner – Edvin (ej krediterad)